# Lertha palmonii
Lertha palmonii är en insektsart som beskrevs av Bo Tjeder 1970. Lertha palmonii ingår i släktet Lertha och familjen Nemopteridae. Inga underarter finns listade i Catalogue of Life.